# Małgorzata Twaróg
Małgorzata Twaróg, z domu Krawczyk (ur. 13 lutego 1958 w Krakowie, zm. 23 czerwca 2023 w Wuppertalu) – polska koszykarka, multimedalistka mistrzostw Polski.

## Osiągnięcia
Drużynowe
- Mistrzyni Polski (1976, 1977, 1979–1981)
- Wicemistrzyni Polski (1983)
- Brązowa medalistka mistrzostw Polski: 
  - 1982
  - kadetek (1975)[2]
- Zdobywczyni pucharu Polski (1979)
- Finalistka pucharu Polski (1978)

Reprezentacja
- Wicemistrzyni Europy U–18 (1977)[3]